# Tonghe Xincun
Tonghe Xincun (chiń. 呼兰路站) – stacja metra w Szanghaju, na linii 1. Zlokalizowana jest pomiędzy stacjami Hulan Lu i Gongkang Lu. Została otwarta 28 grudnia 2004.